# برنارد فريدمان
برنارد فريدمان (بالإنجليزية: Bernard Friedman)‏ هو سياسي جنوب أفريقي، ولد في 1896 في بريتوريا في جنوب أفريقيا، وتوفي في 1984 في جوهانسبرغ في جنوب أفريقيا. نشط حزبياً في حزب الاتحاد ‏.